# غاز کانادایی

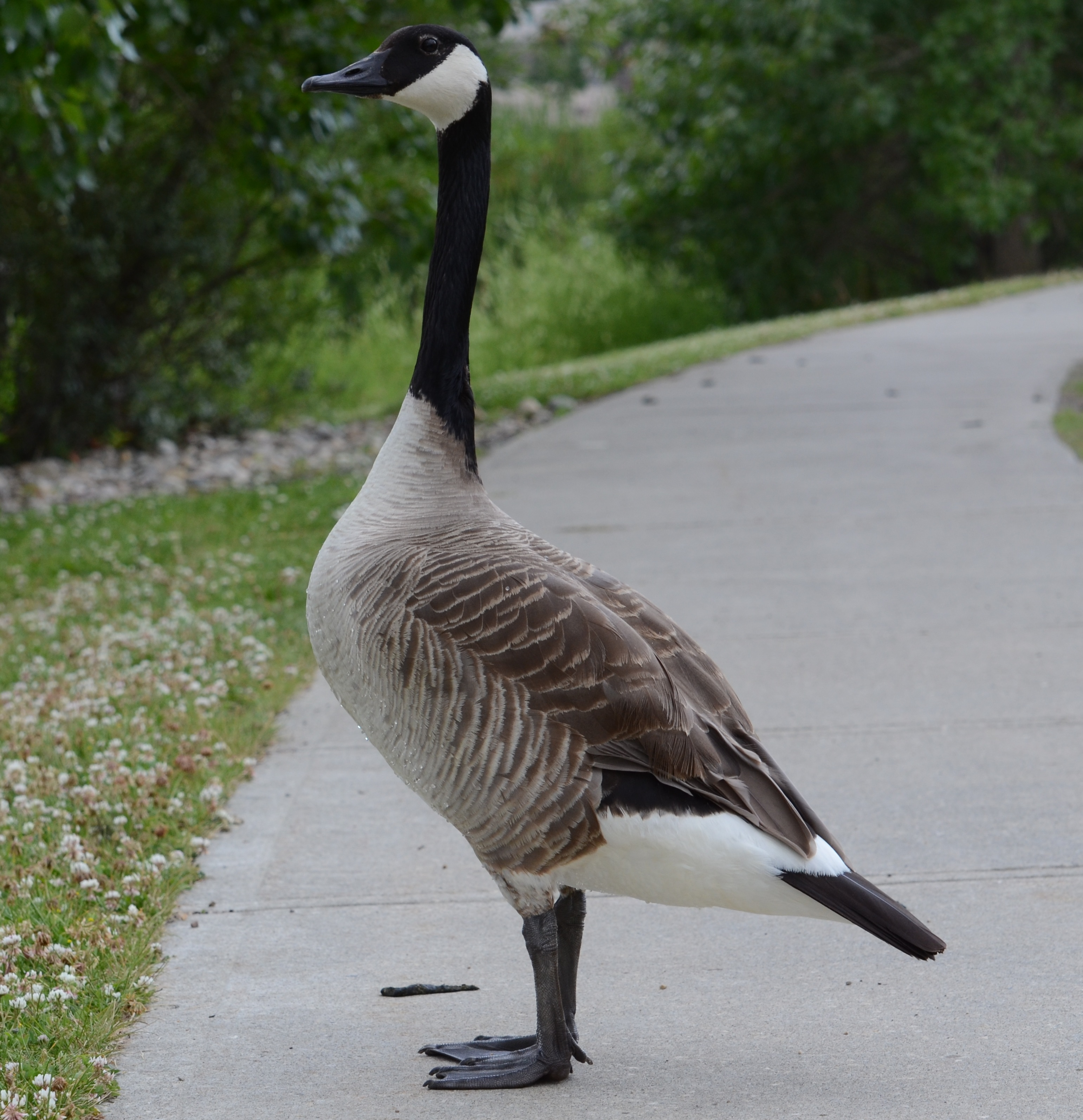
یک غاز کانادیی عظیم در آلبرتا

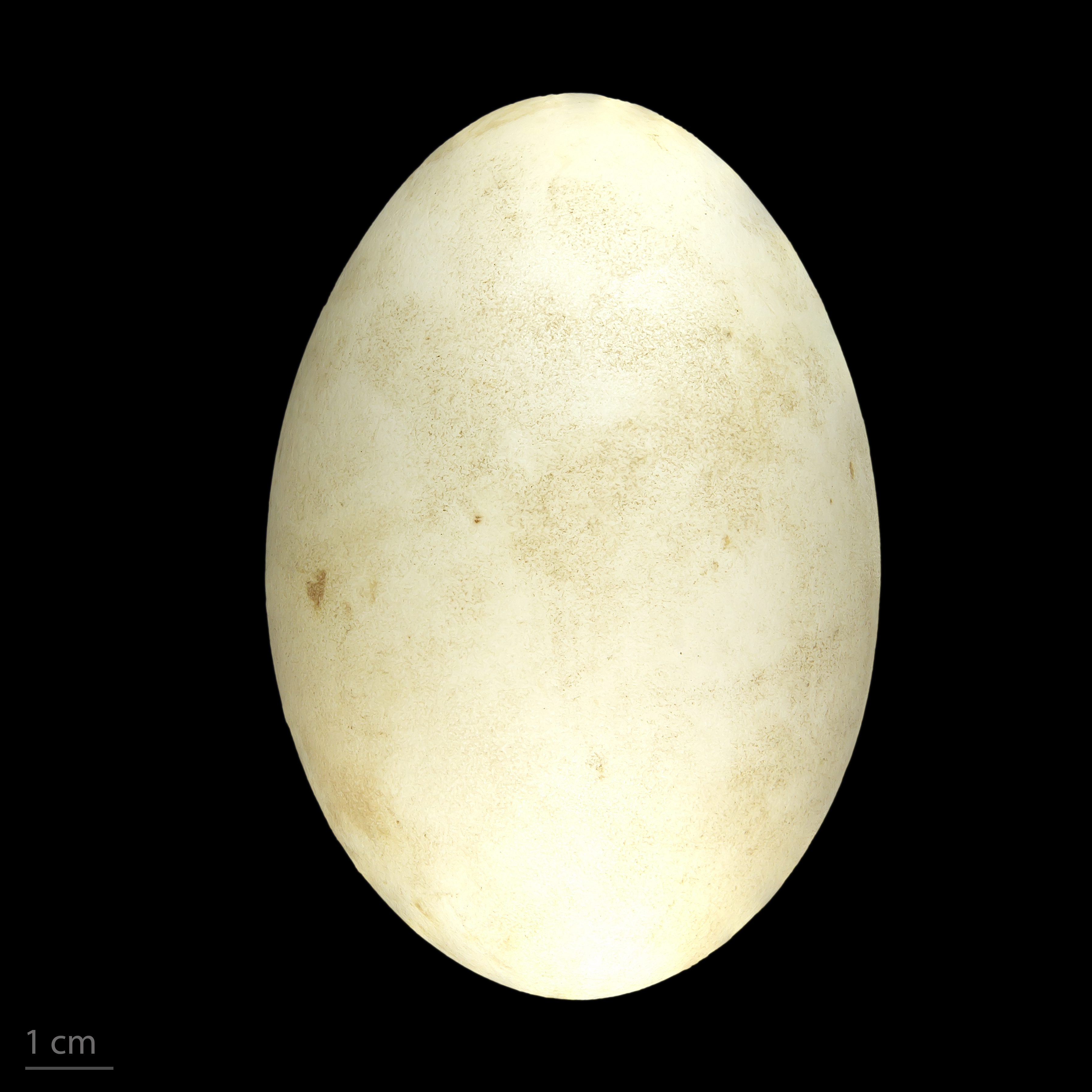
Branta canadensis

غاز کانادایی (نام علمی: Branta canadensis)، گونه‌ای از غاز است با سر و گردن سیاه با لکه‌های سفیدی در صورت و بدنی خاکستری. غاز کانادایی بومی شمالگان و مناطق معتدل آمریکای جنوبی است. این غاز گاهی نیز به شمال اروپا مهاجرت می‌کند.